# Inawashiro Kensai

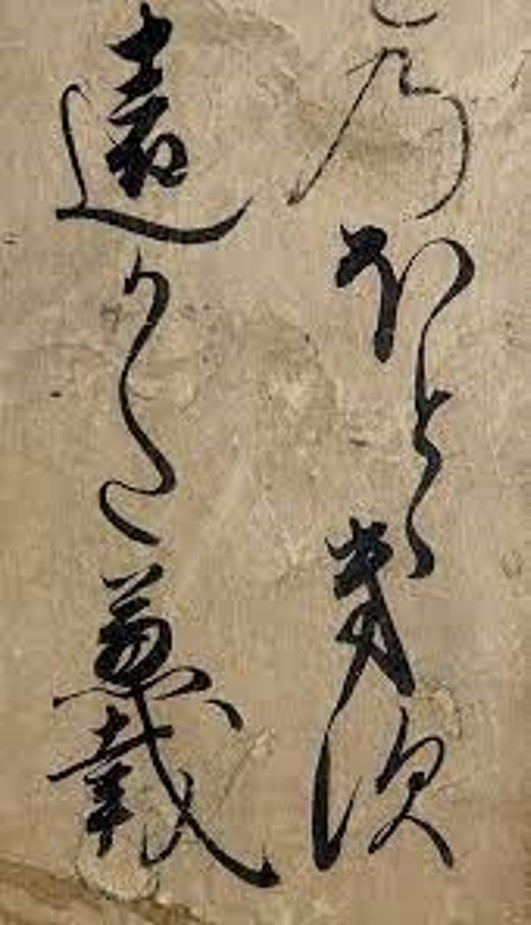
Kalligraphie von Inawashiro Kensai (Ausschnitt)

Inawashiro Kensai (japanisch 猪苗代 兼載; geboren 1452 in der Provinz Mutsu; gestorben 11. Juli 1510 in Koga) war ein japanischer Renga-Dichter der Muromachi-Zeit.

## Leben und Wirken
Inawashiro Kensai war der Sohn von Inawashiro Morizane (猪苗代 盛実) aus der Provinz Mutsu. Etwa im Alter von 20 Jahren, während des Ōnin-Kriegs, erhielt er Unterricht in Renga vom Dichter Shinkei (1406–1475), dem wichtigsten Vertreter der Kantō-Richtung (関東流, Kantō-ryū) des Renaga. Danebenstand er mit dem Dichter Iio Sōgi (1421–1502) in Kontakt.
Nach dem Ōnin-Krieg ging Inawashiro nach Kyōto und arbeitete dort als Renga-Dichter. 1489 wurde er zum „Kitano Renga Kaisho-Bugyō“ (北野連歌会所奉行) ernannt, dem höchsten Ehrenamt in der Renga-Welt. Im Jahr 1495 unterstützte er Sōgi bei der Herausgabe des „Shinsen–shū“ (新撰集), einer Gedichtsammlung, wobei es zu einer Auseinandersetzung kam, was die Haiku von Hosokawa Shigeyuki (細川 成之; 1434–1511) betraf. Inawashiro besuchte auch nach Yamaguchi, Awa und Hokuriku. 1501 besuchte er wieder einmal die Kantō-Region. Er setzte eine Tätigkeit als Renga-Dichter fort und hielt Vorlesungen in Iwaki, Aizu und in Koga, wo er dann starb. Sein Grab befindet sich am Tempel Manpuku-ji (満福寺) in Nogi (野木町), Präfektur Tochigi.
Zu Inawashiros Haiku-Anthologien gehört „Enjin“ (園塵), zu seinen Werken zur Renga-Theorie gehören „Shinkei Sotsu Teikun“ (心敬僧都庭訓), „Renga Entokusho“ (連歌延徳抄) und „Kanezai Zadan“ (兼載雑談). Sein Solovortrag „Seibyo Hōraku Senku“ (聖廟法楽千句) ist ebenfalls berühmt. Er ging seinen eigenen Weg und zitierte ein eigenes Gedicht „Hanazochiru – kakaramute no – iruka kana“, lobte es und sagt: „Dies ist das beste Gedicht in meiner neuen Gedicht-Sammlung.“